# Dendromus vernayi
Dendromus vernayi és una espècie de mamífer rosegador de la família dels nesòmids. És endèmic de Chitau, al centre d'Angola, on viu a altituds d'uns 1.500 msnm. Ha sigut observat a camps de conreu que anteriorment eren una sabana humida. Es desconeix si hi ha cap amenaça significativa per a la supervivència d'aquesta espècie.
L'espècie fou anomenada en honor de l'empresari i filantrop anglès Arthur Stannard Vernay.